# بنك سيغنتشر
بنك سيغنتشر (بالإنجليزية: Signature Bank)‏ هو بنك تجاري متكامل الخدمات مقره نيويورك وله 40 مكتبًا خاصًا للعملاء في جميع أنحاء نيويورك وكونيتيكت وكاليفورنيا ونيفادا وكارولاينا الشمالية. كان يقدّم المنتجات المصرفية المتخصصة بالشركات الوطنية في قطاعات العقارات التجارية ‏ والأسهم الخاصة وخدمات الرهن العقاري وخدمات رأس المال المخاطر المصرفية، كما قدمت الشركات التابعة للبنك خدمات تمويل واستثمار المعدات. في نهاية عام 2022، بلغت إجمالي أصول البنك 110.4 مليار دولار أمريكي كما بلغت الودائع 82.6 مليار دولار أمريكي؛ وفي العام 2021، كان لديه قروض بقيمة 65.25 مليار دولار أمريكي.
تأسس بنك سيغنتشر عام 2001 من قبل المديرين التنفيذيين والموظفين السابقين في بنك ريبابليك الوطني في نيويورك ‏ وذلك بعد شرائه من قبل إتش إس بي سي. ركز البنك على العملاء الأثرياء وأقام علاقات شخصية معهم. بالنسبة لمعظم تاريخه، لم يكن لدى البنك مكاتب خارج منطقة مدينة نيويورك. في أواخر عام 2010، بدأ في التوسع على الصعيدين الجغرافي والخدماتي، وخلال العام 2018 انفتح المصرف على صناعة العملات المشفرة، حيث أصبحت ودائع شركات العملات المشفرة تشكل 30% من إجمالي ودائع البنك.
أغلق المسؤلون في نيويورك البنك بتاريخ 12 آذار / مارس 2023 وذلك بعد يومين من فشل بنك وادي السيليكون، الذي أدى فشله مع إغلاق بنك سيلفرجيت الذي يتعامل في العملات المشفرة في وقت سابق من ذات الأسبوع، سحب عملاء البنك أكثر من 10 مليار دولار أمريكي من ودائعهم في المصرف، ليكون هذا أكبر فشل مصرفي في تاريخ الولايات المتحدة.

## روابط خارجية
- - بيانات النشاط التجاري لـ بنك سيغنتشر: مالية جوجل
  - ياهو! المالية
  - بلومبرج
  - رويترز
  -  إيداع هيئة الأوراق المالية والبورصات
- الموقع الرسمي